# Гаврилович Олексій Вікторович
Олексій Гаврилович (біл. Аляксей Віктаравіч Гаўрыловіч, рос. Алексей Викторович Гаврилович нар. 5 січня 1990, Пінськ) — білоруський футболіст, захисник клубу «Нафтан».
Насамперед відомий виступами за клуб «Динамо» (Мінськ), а також олімпійську збірну Білорусі.

## Клубна кар'єра
Вихованець Пінської СДЮШОР-3.
У дорослому футболі дебютував 2009 року виступами за «Динамо» (Мінськ), в якому провів три сезони, взявши участь у 32 матчах чемпіонату. У другій половині сезону 2011, коли головним тренером був Сергій Овчинников, постійно потрапляв до основного складу мінської команди. 
У березні 2012 року відданий в оренду новополоцького «Нафтана». 20 травня 2012 року, забивши останній пенальті «Мінську», допоміг клубу виграти кубок Білорусі. Наразі встиг відіграти за команду з Новополоцька 13 матчів в національному чемпіонаті.

## Виступи за збірні
Протягом 2011–2012 років залучався до складу молодіжної збірної Білорусі. Однак після конфлікту з наставником «молодіжки» Юрієм Шукановим Соловей не викликається на ігри цієї збірної. Всього на молодіжному рівні зіграв у 11 офіційних матчах.
З захищав кольори олімпійської збірної Білорусі на Олімпійських іграх 2012 року у Лондоні.

## Досягнення
- Володар Кубка Білорусі (3):

«Нафтан»: 2011-12
«Динамо-Берестя»: 2016-17, 2017-18
- Володар Суперкубка Білорусі (2):

«Динамо-Берестя»: 2018
«Динамо» (Мінськ): 2025
- Чемпіон Білорусі (1):

«Динамо» (Мінськ): 2023